# یامن (یمن)
 یامن  دهستان بزرگی از توابع استان عَمران در کشور یمن و در شبه جزیره عربستان است.

## جمعیت
دارای ۶۳ خانوار و ۸۹۲ نفر جمعیت می‌باشد. ساکنان این دهستان از پیروان مذهب مالکی و از پیروان امام مالک ابن انس می‌باشند.

## آثار تاریخی
آثار باستانی متعددی در این روستا به چشم می‌خورد. دژهای تاریخی وبازمانده‌های قلعه‌های مخروبه در اطراف روستا فراوان است. 

## منبع
- المقحفی، ابراهیم، احمد ، (مُعجَم المُدُن وَالقَبائِل الیَمَنِیَة) ، منشورات دار الحکمة، صنعاء، چاپ پنجم، وانتشار سال ۱۹۸۵ میلادی به (عربی).